# ابلاغیه سیاست‌های کلی اصل ۴۴ قانون اساسی
اصل ۴۳ قانون اساسی جمهوری اسلامی ایران به بیان رهنمودهای کلی و دیدگاه‌های و انتظارات از اقتصاد در جمهوری اسلامی پرداخته است و اصل ۴۴ قانون اساسی جمهوری اسلامی ایران به بیان ساختار اقتصاد کشور از دید حقوقی. در این اصل تأکید شده که بنیان اقتصاد ایران دولتی است و فعالیت بخش خصوصی به عنوان مکمل و پایین دست پذیرفته می‌شود. به استناد این دو اصل بخش عظیمی از کارخانجات، شرکت‌ها و املاک پس از انقلاب ۵۷ مصادره شده بود. این دو اصل در بازنگری قانون اساسی در سال ۶۸ نیز تغییری نکرد. آیت الله خامنه‌ای در خرداد سال ۸۴ طی ابلاغیه‌ای در این اصل تجدید نظر کرد و فعالیت بخش خصوصی را در بخش‌های بالادستی و بنیانی اقتصاد مجاز شمرد. وی سال بعد بند "ج" این ابلاغیه را که مربوط به واگذاری بخش‌های کلان اقتصاد ایران به بخش خصوصی بود را نیز به دولت ابلاغ کرد.
با اجرای این تغییر بخش‌های عظیمی از اقتصاد دولتی ایران که ٪۸۰ اقتصاد ایران را شامل می‌گردد، به بخش خصوص واگذار خواهد شد که آثار گسترده اقتصادی و اجتماعی مثبت یا منفی می‌تواند داشته باشد. به نظر می‌رسد اغلب احزاب و کارشناسان اساس این تغییرات اقتصادی ایران را برای هماهنگی با اقتصاد جهانی و افزایش رشد اقتصادی مناسب می‌دانند. گرچه معتقدند همه انتقادها از اقتصاد دولتی هم قابل قبول نیست و بخشی از ضعف دستگاه‌های دولتی پیش از آنکه به دولتی بودن آن مربوط بوده باشد به ضعف مدیران مربوط است. از سویی نحوهٔ واگذاری با توجه به فساد بالا در دستگاه حاکمیتی ایران و حجم عظیم واگذاری‌ها جای تأمل فراوان دارد. میزان واگذاری‌ها ۹۶ هزار میلیارد تومان اعلام شده است. از سویی برخی دیگر از کارشناسان (که در اقلیت قرار دارند) با اساس این تغییرات مخالف بوده و آن را زمینه‌ساز شکاف طبقاتی گسترده در ایران می‌دانند.

## اصل ۴۳ قانون اساسی جمهوری اسلامی
برای تأمین استقلال اقتصادی جامعه و ریشه‌کن کردن فقر و محرومیت و برآوردن نیازهای انسان در جریان رشد، با حفظ آزادی او، اقتصاد جمهوری اسلامی ایران بر اساس ضوابط زیر استوار می‌شود:
1. تأمین نیازهای اساسی: مسکن، خوراک، پوشاک، بهداشت، درمان، آموزش و پرورش و امکانات لازم برای تشکیل خانواده برای همه.
2. تأمین شرایط و امکانات کار برای همه به منظور رسیدن به اشتغال کامل و قرار دادن وسایل کار در اختیار همه کسانی که قادر به کارند ولی وسایل کار ندارند، در شکل تعاونی، از راه وام بدون بهره یا هر راه مشروع دیگر که نه به تمرکز و تداول ثروت در دست افراد و گروه‌های خاص منتهی شود و نه دولت را به صورت یک کارفرمای بزرگ مطلق درآورد. این اقدام باید با رعایت ضرورت‌های حاکم بر برنامه‌ریزی عمومی اقتصاد کشور در هر یک از مراحل رشد صورت گیرد.
3. تنظیم برنامه اقتصادی کشور به صورتی که شکل و محتوا و ساعت کار چنان باشد که هر فرد علاوه بر تلاش شغلی، فرصت و توان کافی برای خودسازی معنوی، سیاسی و اجتماعی و شرکت فعال در رهبری کشور و افزایش مهارت و ابتکار داشته باشد.
4. رعایت آزادی انتخاب شغل، و عدم اجبار افراد به کاری معین و جلوگیری از بهره‌کشی از کار دیگری.
5. منع اضرار به غیر و انحصار و احتکار و ربا و دیگر معاملات باطل و حرام.
6. منع اسراف و تبذیر در همه شیون مربوط به اقتصاد، اعم از مصرف، سرمایه‌گذاری، تولید، توزیع و خدمات.
7. استفاده از علوم و فنون و تربیت افراد ماهر به نسبت احتیاج برای توسعه و پیشرفت اقتصاد کشور.
8. جلوگیری از سلطه اقتصادی بیگانه بر اقتصاد کشور.
9. تأکید بر افزایش تولیدات کشاورزی، دامی و صنعتی که نیازهای عمومی را تأمین کند و کشور را به مرحله خودکفایی برساند و از وابستگی برهاند.

## اصل ۴۴ قانون اساسی جمهوری اسلامی
نظام اقتصادی جمهوری اسلامی ایران بر پایه سه بخش دولتی، تعاونی و خصوصی با برنامه‌ریزی منظم و صحیح استوار است.
بخش دولتی شامل کلیه صنایع بزرگ، صنایع مادر، بازرگانی خارجی، معادن بزرگ، بانکداری، بیمه، تأمین نیرو، سدها و شبکه‌های بزرگ آبرسانی، رادیو و تلویزیون، پست و تلگراف و تلفن، هواپیمایی، کشتیرانی، راه و راه‌آهن و مانند این‌ها است که به صورت مالکیت عمومی و در اختیار دولت است.
بخش خصوصی شامل آن قسمت از کشاورزی، دامداری، صنعت، تجارت و خدمات می‌شود که مکمل فعالیت‌های اقتصادی دولتی و تعاونی است.
مالکیت در این سه بخش تا جایی که با اصول دیگر این فصل مطابق باشد و از محدوده قوانین اسلام خارج نشود و موجب رشد و توسعه اقتصادی کشور گردد و مایه زیان جامعه نشود مورد حمایت قانونی جمهوری اسلامی است.
تفصیل ضوابط و قلمرو و شرایط هر سه بخش را قانون معین می‌کند.

## ابلاغیه رهبر ایران به روسایقوای سه‌گانهسال ۸۴
بخش‌های "الف"، "ب"، "د"، "ه " ابلاغیه که در تاریخ ۸۳/۰۹/۲۱ در مجمع تشخیص مصلحت نظام تصویب و در تاریخ ۸۴/۰۳/۰۱به رؤسای قوای سه‌گانه و رئیس مجمع تشخیص مصلحت نظام ابلاغ شد.  خامنه‌ای از مجلس و دولت خواست قوانین لازمه را در این باره تصویب کنند و از مجمع تشخیص مصلحت نیز خواست تا بر اجرای آن نظارت داشته باشد.
بسم الله الرحمن الرحیم 
سیاست‌های کلی اصل ۴۴ قانون اساسی جمهوری اسلامی ایران با توجه به ذیل اصل ۴۴ قانون اساسی و مفاد اصل ۴۳ و به منظور:
- شتاب بخشیدن به رشد اقتصاد ملی 
- گسترش مالکیت در سطح عموم مردم به منظور تأمین عدالت اجتماعی 
- ارتقای کارآیی بنگاه‌های اقتصادی و بهره‌وری منابع مادی و انسانی و فناوری
- افزایش رقابت پذیری در اقتصاد ملی
- افزایش سهم بخش‌های خصوصی و تعاونی در اقتصاد ملی
- کاستن از بار مالی و مدیریتی دولت در تصدی فعالیت‌های اقتصادی
- افزایش سطح عمومی اشتغال
- تشویق اقشار مردم به پس‌انداز و سرمایه‌گذاری و بهبود درآمد خانوارها مقرر می‌گردد:
- الف - سیاست‌های کلی توسعه بخش‌های غیردولتی و جلوگیری از بزرگ شدن بخش دولتی:

1. دولت حق فعالیت اقتصادی جدید خارج از موارد صدر اصل ۴۴ را ندارد و موظف است هرگونه فعالیت (شامل تداوم فعالیت‌های قبلی و بهره‌برداری از آن) را که مشمول عنوان‌ها صدر اصل ۴۴ نباشد، حداکثر تا پایان برنامه پنج ساله چهارم (سالیانه حداقل ۲۰٪ کاهش فعالیت) به بخش‌های تعاونی و خصوصی و عمومی غیردولتی واگذار کند.

با توجه به مسئولیت نظام در حسن اداره کشور، تداوم و شروع فعالیت ضروری خارج از عنوان‌ها صدر اصل ۴۴ توسط دولت، بنا به پیشنهاد هیأت وزیران و تصویب مجلس شورای اسلامی برای مدت معین مجاز است.
اداره و تولید محصولات نظامی، انتظامی و اطلاعاتی نیروهای مسلح و امنیتی که جنبه محرمانه دارد، مشمول این حکم نیست.
1. سرمایه‌گذاری، مالکیت و مدیریت در زمینه‌های مذکور در صدر اصل ۴۴ قانون اساسی به شرح ذیل توسط بنگاه‌ها و نهادهای عمومی غیر دولتی و بخش‌های تعاونی و خصوصی مجاز است:
  1. صنایع بزرگ، صنایع مادر (از جمله صنایع بزرگ پایین دستی نفت و گاز) و معادن بزرگ (به استثنای نفت و گاز).
  2. فعالیت بازرگانی خارجی در چارچوب سیاست‌های تجاری و ارزی کشور.
  3. بانکداری توسط بنگاه‌ها و نهادهای عمومی غیر دولتی و شرکت‌های تعاونی سهامی عام و شرکت‌های سهامی عام مشروط به تعیین سقف سهام هر یک از سهامداران با تصویب قانون.
  4. بیمه.
  5. تأمین نیرو شامل تولید و واردات برق برای مصارف داخلی و صادرات.
  6. کلیه امور پست و مخابرات به استثنای شبکه‌های مادر مخابراتی، امور واگذاری فرکانس و شبکه‌های اصلی تجزیه و مبادلات و مدیریت توزیع خدمات پایه پستی.
  7. راه و راه‌آهن.
  8. هواپیمایی (حمل و نقل هوایی) و کشتیرانی (حمل و نقل دریایی).

سهم بهینه بخش‌های دولتی و غیر دولتی در فعالیت‌های صدر اصل ،۴۴ با توجه به حفظ حاکمیت دولت و استقلال کشور و عدالت اجتماعی و رشد و توسعه اقتصادی، طبق قانون تعیین می‌شود.
- ب - سیاست‌های کلی بخش تعاونی:

1. افزایش سهم بخش تعاونی در اقتصاد کشور به ۲۵ درصد تا آخر برنامه پنج ساله پنجم.
2. اقدام مؤثر دولت در ایجاد تعاونی‌ها برای بیکاران در جهت اشتغال مولد.
3. حمایت دولت از تشکیل و توسعه تعاونی‌ها از طریق روش‌هایی از جمله تخفیف مالیاتی، ارائه تسهیلات اعتباری حمایتی به وسیله کلیه مؤسسات مالی کشور و پرهیز از هرگونه دریافت اضافی دولت از تعاونی‌ها نسبت به بخش خصوصی.
4. رفع محدودیت از حضور تعاونی‌ها در تمامی عرصه‌های اقتصادی از جمله بانکداری و بیمه.
5. تشکیل بانک توسعه تعاون با سرمایه دولت با هدف ارتقای سطح بخش تعاونی در اقتصاد کشور.
6. حمایت دولت از دستیابی تعاونی‌ها به بازار نهایی و اطلاع رسانی جامع و عادلانه به این بخش.
7. اعمال نقش حاکمیتی دولت در قالب امور سیاستگذاری و نظارت بر اجرای قوانین موضوعه و پرهیز از مداخله در امور اجرایی و مدیریتی تعاونی‌ها.
8. توسعه آموزش‌های فنی و حرفه‌ای و سایر حمایت‌های لازم به منظور افزایش کارآمدی و توانمندسازی تعاونی‌ها.
9. انعطاف و تنوع در شیوه‌های افزایش سرمایه و توزیع سهام در بخش تعاونی و اتخاذ تدابیر لازم به نحوی که علاوه بر تعاونی‌های متعارف امکان تأسیس تعاونی‌های جدید در قالب شرکت سهامی عام با محدودیت مالکیت هریک از سهامداران به سقف معینی که حدود آن را قانون تعیین می‌کند، فراهم شود.
10. حمایت دولت از تعاونی‌ها متناسب با تعداد اعضا.
11. تأسیس تعاونی‌های فراگیر ملی برای تحت پوشش قرار دادن سه دهک اول جامعه به منظور فقرزدایی.

- ج - سیاست‌های کلی توسعه بخش‌های غیردولتی از طریق واگذاری فعالیت‌ها و بنگاه‌های دولتی:

(سیاست‌های کلی این بند متعاقباً تعیین و ابلاغ خواهد شد.)
- د - سیاست‌های کلی واگذاری:

1. الزامات واگذاری:
  1. توانمندسازی بخش‌های خصوصی و تعاونی بر ایفای فعالیت‌های گسترده و اداره بنگاه‌های اقتصادی بزرگ.
  2. نظارت و پشتیبانی مراجع ذی‌ربط بعد از واگذاری برای تحقق اهداف واگذاری.
  3. استفاده از روش‌های معتبر و سالم واگذاری با تأکید بر بورس، تقویت تشکیلات واگذاری، برقراری جریان شفاف اطلاع رسانی، ایجاد فرصت‌های برابر برای همه، بهره‌گیری از عرصه تدریجی سهام شرکت‌های بزرگ در بورس به منظور دستیابی به قیمت پایه سهام.
  4. ذی‌نفع نبودن دست اندرکاران واگذاری و تصمیم گیرندگان دولتی در واگذاری‌ها.
  5. رعایت سیاست‌های کلی بخش تعاونی در واگذاری‌ها.
2. مصارف درآمدهای حاصل از واگذاری: وجوه حاصل از واگذاری سهام بنگاه‌های دولتی به حساب خاصی نزد خزانه داری کل کشور واریز و در قالب برنامه‌ها و بودجه‌های مصوب به ترتیب زیر مصرف می‌شود:
  1. ایجاد خوداتکایی برای خانواده‌های مستضعف و محروم و تقویت تأمین اجتماعی.
  2. اختصاص ۳۰ درصد از درآمدهای حاصل از واگذاری به تعاونی‌های فراگیر ملی به منظور فقرزدایی.
  3. ایجاد زیربناهای اقتصادی با اولویت مناطق کمتر توسعه یافته.
  4. اعطای تسهیلات (وجوه اداره شده) برای تقویت تعاونی‌ها و نوسازی و بهسازی بنگاه‌های اقتصادی غیردولتی با اولویت بنگاه‌های واگذار شده و نیز برای سرمایه‌گذاری بخش‌های غیردولتی در توسعه مناطق کمتر توسعه یافته.
  5. مشارکت شرکت‌های دولتی با بخش‌های غیردولتی تا سقف ۴۹ درصد به منظور توسعه اقتصادی مناطق کمتر توسعه یافته.
  6. تکمیل طرح‌های نیمه تمام شرکت‌های دولتی با رعایت بند الف این سیاست‌ها.

- ه - سیاست‌های کلی اعمال حاکمیت و پرهیز از انحصار:

1. تداوم اعمال حاکمیت عمومی دولت پس از ورود بخش‌های غیردولتی از طریق سیاستگذاری و اجرای قوانین و مقررات و نظارت به ویژه در مورد اعمال موازین شرعی و قانونی در بانک‌های غیردولتی.
2. جلوگیری از نفوذ و سیطره بیگانگان بر اقتصاد ملی.
3. جلوگیری از ایجاد انحصار توسط بنگاه‌های اقتصادی غیردولتی از طریق تنظیم و تصویب قوانین و مقررات.

## ابلاغیه رهبر ایران به رؤسای قوای سه‌گانه سال ۸۵
ایت الله خامنه‌ای بند "ج" ابلاغیه را که آن را موکول به بررسی بیشتر کرده بود و به واگذاری‌ها مربوط می‌شود ۸۴/۴/۱۰ به روسای قوای سه‌گانه و رئیس مجمع تشخیص مصلحت نظام ابلاغ کرد.
بسم الله الرحمن الرحیم
بند ج سیاست‌های کلی اصل ۴۴ قانون اساسی ج. ا. ا:
با توجه به ضرورت شتاب گرفتن رشد و توسعه اقتصادی کشور مبتنی بر اجرای عدالت اجتماعی و فقرزدایی در چارچوب چشم‌انداز ۲۰ ساله کشور
- تغییر نقش دولت از مالکیت و مدیریت مستقیم بنگاه به سیاستگذاری و هدایت و نظارت
- توانمند سازی بخش‌های خصوصی و تعاونی در اقتصاد و حمایت از آن جهت رقابت کالاها در بازارهای بین‌المللی
- آماده‌سازی بنگاه‌های داخلی جهت مواجهه هوشمندانه با قواعد تجارت جهانی در یک فرایند تدریجی و هدفمند
- توسعه سرمایه انسانی دانش پایه و متخصص
- توسعه و ارتقاء استانداردهای ملی و انطباق نظام‌های ارزیابی کیفیت با استانداردهای بین‌المللی
- جهت‌گیری خصوصی سازی در راستای افزایش کارایی و رقابت پذیری و گسترش مالکیت عمومی و بنا بر پیشنهاد مجمع تشخیص مصلحت نظام بند ج سیاست‌های کلی اصل ۴۴ قانون اساسی ج. ا. ا. مطابق بند ۱ اصل ۱۱۰ ابلاغ می‌گردد.

واگذاری ۸۰ درصد از سهام بنگاه‌های دولتی مشمول صدر اصل ۴۴ به بخش‌های خصوصی شرکت‌های تعاونی سهامی عام و بنگاه‌های عمومی غیردولتی به شرح ذیل مجاز است:
1. بنگاه‌های دولتی که در زمینه معادن بزرگ، صنایع بزرگ و صنایع مادر (از جمله صنایع بزرگ پایین دستی نفت و گاز) فعال هستند؛ به استثنای شرکت ملی نفت ایران و شرکت‌های استخراج و تولید نفت خام و گاز
2. بانک‌های دولتی به استثنای بانک مرکزی ج. ا. ا. بانک ملی ایران، بانک سپه، بانک صنعت و معدن، بانک کشاورزی، بانک مسکن و بانک توسعه صادرات
3. شرکت‌های بیمه دولتی به استثنای بیمه مرکزی و بیمه ایران
4. شرکت‌های هواپیمایی و کشتیرانی به استثنای سازمان هواپیمایی کشوری و سازمان بنادر و کشتیرانی
5. بنگاه‌های تأمین نیرو به استثنای شبکه‌های اصلی انتقال برق
6. بنگاه‌های پستی و مخابراتی به استثنای شبکه‌های مادر مخابراتی، امور واگذاری فرکانس و شبکه‌های اصلی تجزیه و مبادلات و مدیریت توزیع خدمات پایه پستی
7. صنایع وابسته به نیروهای مسلح به استثنای تولیدات دفاعی و امنیتی ضروری به تشخیص فرمانده کل قوا

الزامات واگذاری:
الف) قیمت‌گذاری سهام از طریق بازار بورس انجام می‌شود
ب) فراخوان عمومی با اطلاع رسانی مناسب جهت ترغیب و تشویق عموم به مشارکت و جلوگیری از ایجاد انحصار و رانت اطلاعاتی صورت پذیرد.
ج) جهت تضمین بازدهی مناسب سهام شرکت‌های مشمول واگذاری اصلاحات لازم در خصوص بازار، قیمت‌گذاری محصولات و مدیریت مناسب براساس قانون تجارت انجام گردد.
د) واگذاری سهام شرکت‌های مشمول طرح در قالب شرکت‌های مادر تخصصی و شرکت‌های زیرمجموعه با کارشناسی همه‌جانبه صورت گیرد.
ه‍) به منظور اصلاح مدیریت و افزایش بهره‌وری بنگاه‌های مشمول واگذاری با استفاده از ظرفیت‌های مدیریتی کشور اقدام‌های لازم جهت جذب مدیران با تجربه، متخصص و کارآمد انجام پذیرد.
فروش اقساطی حداکثر ۵ درصد از سهام شرکت‌های مشمول بند ج به مدیران و کارکنان شرکت‌های فوق مجاز است.
و) با توجه به ابلاغ بند ج سیاست‌های کلی اصل ۴۴ و تغییر وظایف حاکمیتی، دولت موظف است نقش جدید خود در سیاستگذاری، هدایت و نظارت بر اقتصاد ملی را تدوین و اجرا نماید.
ی) تخصیص درصدی از منابع واگذاری جهت حوزه‌های نوین با فناوری پیشرفته در راستای وظایف حاکمیتی مجاز است.

## نحوهٔ اجرای ابلاغیه
در جریان اجرای سیاست‌های ابلاغی، سهام بسیاری از شرکت‌ها از جمله شرکت مخابرات به سپاه پاسداران انقلاب اسلامی و ستاد اجرایی فرمان امام یا شرکت‌های وابسته به آنان واگذار و اقتصاد ایران بر خلاف اعلام اولیه مجریان، نه تنها به سمت خصوصی‌سازی پیش نرفت بلکه تبدیل به اقتصاد شبه‌دولتی شد که کمترین نظارت را از سوی مجلس و نهادهای نظارتی دارد.